# Shueisha
Shueisha (яп. 株式会社集英社 кабусики гайся сю:эйся) — японская корпорация. Shueisha была основана в 1925 году как подразделение фирмы Shogakukan. В 1926 году Shueisha отделилась от Shogakukan и стала формально независимой компанией. Подразделение Shueisha — Jump Comics является крупным издателем манги в Японии.

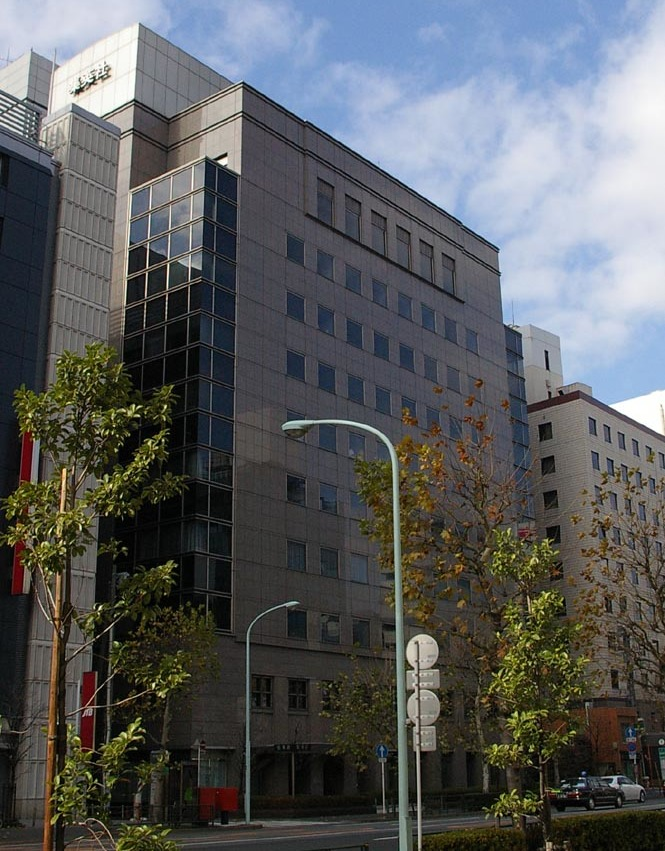
Здание компании Shueisha в Токио

В 1968 году Shueisha впервые издала журнал Weekly Shonen Jump, который стал самым известным и популярным журналом в мире, посвященным манге. Журнал Shonen Jump организует и присуждает награду Тэдзуки, которой награждаются начинающие мангаки.
В 1973 Shueisha основала компанию Hakusensha, которая также является успешным издателем манги.
Вместе с Shogakukan, Shueisha владеет издательством Viz Media, которая выпускает мангу в Северной Америке.

## Журналы манги Shueisha
- Akamaru Jump
- Bessatsu Chorus
- Bessatsu Margaret
- Bessatsu You
- Business Jump
- Chorus
- Cobalt
- Cookie
- Cookie Box
- Cookie Fresh
- Crimson Comics
- Deluxe
- Deluxe Margaret
- Eyes Comics
- Margaret
- Ribon
- Ribon Bikkuri
- Ribon Original
- Select You
- Super Jump
- Tokumori
- The Margaret
- Ultra Jump
- V Jump
- Weekly Shonen Jump
- You
- Young Jump
- Young You
- Young You Colors